# Cyclanthus
Cyclanthus é um género botânico pertencente à família Cyclanthaceae.
Também é conhecido pelo nome popular mapuá, tendo como sinônimos Cyclantus Pumeri Poit e Discanthus odorathus Spruce.  

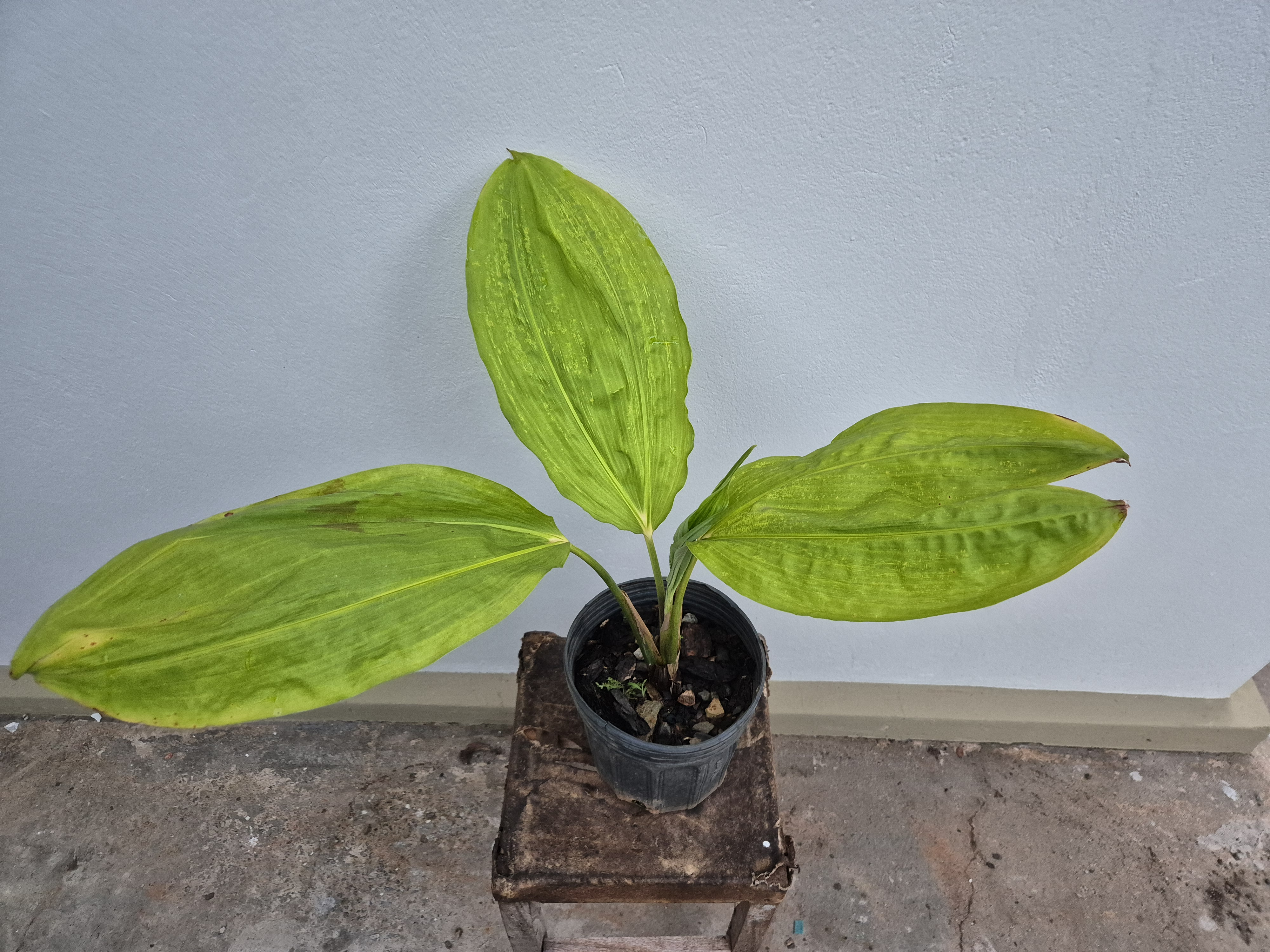
Cyclanthus bipartitus - cultivado em vaso, coleção particular

1. ↑  «Cyclanthus — World Flora Online». www.worldfloraonline.org. Consultado em 19 de agosto de 2020
2. ↑  Lorenzi et all, Casa Verde: plantas para interior, 1ª ed., Nova Odessa, Jardim Botânico Plantarum, 2022, p. 344.